# ヨッシー New アイランド
『ヨッシー New アイランド』（ヨッシー ニュー アイランド）は、任天堂が2014年7月24日に発売したニンテンドー3DS用のアクションゲーム。開発はアーゼスト（前作『ヨッシーアイランドDS』を開発したアートゥーンの後継会社）。アメリカ・ヨーロッパでは同年3月14日に発売。

## 概要
ヨッシーアイランドシリーズの3作目。前作『ヨッシーアイランドDS』と違い、今作は再びベビィマリオのみを乗せて冒険を進めていくことになる。今作では新たにひときわ巨大なメガタマゴや、重さを利用し水中を進むことができるテツタマゴが登場する。いずれも一度に使えるのは一回ずつのみ。
ニンテンドー3DSの特徴を利用し、今作はニンテンドー3DS本体を傾けて進むステージもある。

## ストーリー
時系列で言うと、第1作『スーパーマリオ ヨッシーアイランド』と第2作『ヨッシーアイランドDS』の間に起こった物語を描いている。
『スーパーマリオ ヨッシーアイランド』にて、魔法使いカメックにさらわれたベビィルイージを救い出し、ベビィマリオとベビィルイージを両親の元に送り届けたつもりのコウノトリだったが、届け先を間違えてしまった。
自分の手違いに気付いたコウノトリは、慌てて本当の届け先にベビィ達を届けようと急ぐのだが、前回の敗北から諦めていなかったカメックにまたしても襲われてしまい、またもやベビィルイージをさらわれ、そしてベビィマリオはまたもや下に落ちてしまう。
ヨッシー達が住む空に浮かぶ、ヨッシーアイランドとは異なる島である「たまごじま」。この島をベビィクッパは別荘にしようと企てていたが、誰もベビィクッパの居場所を見つけることはできず、ただ不安な毎日を過ごしていた。
ヨッシー達がベビィクッパの城はどこにあるのかと議論していると、そこにベビィマリオがふわふわと落ちてきた。ベビィマリオは無事だったが、突然自ら一人でベビィルイージを捜そうとハイハイしだした。これを見たヨッシー達は一人で行かせては危険だとベビィマリオを交代で運ぶことにした。こうしてベビィマリオは再びヨッシー達と冒険することになった。

## 前作との違い
前述のとおりヨッシーが運ぶキャラがベビィマリオのみに戻った他、ステージの表示が上画面になり下画面にスコアが表示されるようになった。そのため前作よりもステージ全体の大きさは小さくなっている。
また、前作までにあった乗り物、ゴールゲーム、ミニゲーム、ヨッシーパークとスコアの概念はすべて廃止された。なお、乗り物は変身（モーフィング）に統一され、ミニゲームは対戦用のみに、スコアの概念はなくなったもののチャレンジと言う形でスター、赤コイン、フラワーの3要素は引き継がれている。
グラフィックやBGMなどもほとんど一新されている。また本作には白・黒ヨッシーは登場しない。
ボス戦の様子も異なり砦ではザコ敵を強化したものではなくカメック本人と戦い、城で戦う際にもカメックが魔法の粉をかけて巨大化させるのではなくハンマーで叩いて巨大化させている。
新要素としてはね・金のはねが追加された事で初心者でも攻略がしやすくなった（後述）。
SFC版のみに登場した敵キャラの一部やスイカが本作に復活した。ただし、前作のみに登場した敵キャラは登場しない。

## 舞台とステージ
今作は浮遊島「たまごじま」が舞台となっている。ヨッシー達が暮らしており、ベビィクッパがこの島のどこかに居城をかまえている。ベビィマリオの目的はベビィルイージの奪還であり、ヨッシー達がそれに協力する形で冒険するが、今作ではストーリー上、ヨッシー達もたまごじまからクッパを追い払うという冒険の目的を持っている。
全6ワールドでノーマルステージが8つ（4ステージ目は砦、8ステージ目は城）。今作も採点があり（スターのお守り30点、赤コイン20点、スペシャルフラワー50点）、1～8までのコースでそれぞれ全てを集めてクリアすると、スペシャルコースが追加される。採点は前作までと違いそれぞれ独立しており、一度に全てを集める『100点』のクリアをしなくても良くなったため難易度は多少易化されている。またその影響でスコア表示、それに伴うボーナスもなくなった。
なお、今作の砦ステージはザコ敵が巨大化したものではなく、カメック本人が戦う。城ステージは従来通りザコ敵が巨大化したものと戦う。

### ワールド1
1-1「小さなタマゴと大きなタマゴ」
最初のステージということで基本操作に慣れるのを目的としたステージ。後半でメガタマゴも登場する。
1-2「ワンワン岩でボンボンボン!」
ワンワン岩を転がして道を切り開いていく地下コース。ここでメガヘイホーとトロッコが初登場。
1-3「プチパックンの洞窟」
引き続き地下コース。
1-4「バケツ砦の罠」
いたるところにバケツがあり、攻撃してひっくり返すとスターのお守りなどのアイテムやジャンプ台が出てくる。カメックと初めて対決するステージで、ここでもバケツを使う。気球が初登場。
1-5「どんどん登れ!」
その名の通り、リフトを乗り継いで上へ上へと昇っていく。
1-6「マメの木でアスレチック」
木の葉っぱやちくわブロックを乗り継いで進むアスレチックコース。
1-7「ヒップドロップで切りぬけろ」
ヒップドロップを使った仕掛けが複数登場する。またスーパーヨッシーになれるスターが初登場。
1-8「ビッグマメさんのお城」
前半はカウント床を乗り継いで溶岩の上を渡り、後半は回転するブロックを使って仕掛けを解く。
1-S「ナナメリフトの谷」
斜めに動くリフトに乗って進む。他のスペシャルコース同様、中間ポイントは存在せずスターのお守りを1つでも取り逃すと満点クリアは不可能。

### ワールド2
2-1「進め!ノコノコ渓谷」
ノコノコの甲羅を使って仕掛けを解いていく。
2-2「隠れた道を探せ」
タマゴを奪うチューさんが多数登場。後半は壁に隠れて見えない通路がある。
2-3「危険!シーソーの谷」
丸太やシーソーが多く仕掛けられている。後半はファイアワンワンドスンが降ってくる。
2-4「前と後ろにご用心」
テレサや死神さんが生息している。カメックとの対決がある。
2-5「上ったり下ったり」
前半はもろい床を壊して進み、後半は上へ上へと上がっていく。
2-6「風のごとくつむじくん」
コース後半でつむじくんが登場し、踏んで高いところへと上がる。
2-7「壁穴からこんにちは」
いたるところにある壁穴からジュゲムが顔を出してパイポを投げてくる。
2-8「ビッグパサパサのお城」
パサパサが大量に生息する中を、巻き上げドスンを巻き上げて進む。
2-S「動く地形があちこちいっぱい」
動くブロックに乗って進む。壊れるブロックとの間に挟まれないように進む必要がある。

### ワールド3
3-1「ビッグウンババのいる水辺」
前半はビッグウンババが顔を出す水辺を進み、後半はテツタマゴを持って水中を進む。
3-2「おさるさんとアスレチック」
ウッキィがスイカの種を飛ばしてくる中を進む。
3-3「スーパーハリマンネンの迷い洞窟」
仕掛けを解きながら進む。炎スイカが登場。
3-4「スライムの住処」
足こぎリフトを回して城を進むコース。
3-5「ヤリホーの森」
その名の通りヤリホーが多数登場する。後半はポチに乗って進む。
3-6「さるかに合戦」
ウッキィやカニスキーが多数現れる洞窟コース。途中、削岩機に変身して岩を掘るエリアがある。
3-7「ノモズ沼を切り抜けて」
水中からノモズが飛び出してくる水辺のコース。
3-8「ビッグカニスキーの下水道」
地下水路のコースで、水中には流れが発生している。
3-S「ウンババリフトに乗って」
ウンババが乗せているリフトで進んで行く半強制スクロールコース。

### ワールド4
4-1「フワッとプカッと谷を越えて」
4-2「地下のサンボ軍団」
4-3「ぐるぐるリフトの谷」
4-4「砦で鍵探し」
4-5「ごろごろテツタマゴ」
4-6「ビッグワンワンの縄張り」
4-7「線リフトアスレチック」
4-8「ビッグホネプクプクのお城」
4-S「走れ!ポチ」

### ワールド5
5-1「不思議な生き物ターくん」
5-2「あほーどりは友達?」
5-3「スキーリフトに飛び乗れ!」
5-4「素早く手堅く安全に」
5-5「大空のアスレチック」
5-6「大切な炎スイカ」
5-7「まんまる地形の丸いヤツ」
5-8「ビッグサンボのお城」
5-S「恐怖の雪山」

### ワールド6
6-1「わん!わん!わん!」
6-2「ボロドーの谷」
6-3「危険!溶岩地帯」
6-4「水流に負けるな」
6-5「溶岩洞窟危機一髪」
6-6「突撃!ボーボーヘイホー」
6-7「崩れるダンジョン」
6-8「クッパ城に乗り込め」
6-クッパ「大魔王クッパ現る!」
スペシャルを除く全ステージでアイテムのはね、もしくは金のはねを取らずにクリアすると出現する。スコアとの直接の関係はない。
6-S「急げ!溶岩のお城」

## 登場キャラクター

### 主要キャラクター
ヨッシー
本作の主人公。本作で登場するのはたまごじまに生息する個体群である。クッパを島から追い払い、ルイージを奪還するべく交代でマリオを運びながらクッパ城のありかを探す。
ベビィマリオ
コウノトリによって親元へ運ばれている最中、またもカメックの襲撃にあい、たまごじまへ墜落した。ルイージを探すためヨッシー達に協力を求める。
カメック
クッパの側近。運ばれている最中のマリオ兄弟を襲い、ルイージを誘拐した犯人。今作ではザコ敵に魔法をかけて巨大化させるほか、砦ステージのボスとして自らヨッシーと戦う。ベビィクッパの子守役でもあり、相変わらずベビィクッパには頭が上がっていない。
ベビィクッパ
本作の黒幕で、たまごじまに城を構えている。
どかんさん
土管に目と足がついたような謎のお助けキャラクター。特定のステージや数回ミスすることで登場し、「ハネ」等のお助けアイテムを出してヨッシーをサポートする。
全てのコースを「ハネ」を使わずにクリアすると、エンディングで正体が判明する。

### ボスモンスター
ビッグマメさん
ワールド1のボス。マメさんが魔法を浴びて急成長したもの。さやが頭になっており、マメさんを吐き出し召喚する。その頭が弱点で、ツルでガードしており、攻撃時も別のツルを伸ばす。
ビッグパサパサ
ワールド2のボス。パサパサが巨大化。パサパサを取り巻きとして従えている。
ビッグカニスキー
ワールド3のボス。カニスキーが巨大化。泡をまとっており、時たま泡を吐き出す。攻撃は両腕のハサミで行う。泡がなくなると無防備になる。
ビッグホネプクプク
ワールド4のボス。ホネプクプクが巨大化。溶岩から飛び出しては潜りを繰り返す。鉄の鎧をまとっている。
ビッグサンボ
ワールド5のボス。サンボが巨大化。とげを出したり引っ込めたりしながら、ジャンプしたりとげ玉を飛ばす。頭が弱点。ダメージを受けると地面に潜り、地中から襲ってくる。
ベビィクッパ
ワールド6のボス。ふんばりジャンプから急降下し、衝撃波で攻撃してくる。ダメージを受けると炎を吐き出す。一度倒されると巨大化し再び襲ってくる。
クッパ
未来世界から現れた大人のクッパで、スペシャルを除く全ステージをハネを使わずにクリアした状態でベビィクッパに勝利すると、突如乱入し襲ってくる本作の真のラストボス。

## 仕掛け
ハテナ雲
タマゴか敵キャラを当てると様々なことが起きる。隠されたハテナ雲もある。
タマゴブロック
叩くとタマゴが出てくる。メガタマゴ・テツタマゴ用のものもある。今作ではランダムで黄色、赤タマゴも出る。
タマゴフラワー
タマゴを1個ずつ出すフラワー。ランダムで黄色、赤タマゴも出す。近くでヒップドロップをすると一度に大量に卵を出す。亜種にサンボを出すサンボフラワーもいる。
チューリップ
タマゴや敵キャラクターを入れると一定数のほしを吐き出す。
スイッチ
踏むと一定時間色んなことが起こる。

## アイテム
タマゴ
敵を飲み込んだり、タマゴブロックを叩くことで入手できる。コインが出てくる黄色のタマゴ、スターのお守りが出てくる赤のタマゴに加え、今作では赤コインが出てくる紫のタマゴが出てくる。
メガタマゴ
土管などを破壊することができ、最大3UPできる巨大なタマゴ。大きいヘイホーなどを飲み込むことで入手することができ、一度に一回だけ使えるが、他のタマゴは捨てられ、ジャンプ性能が落ちる。
テツタマゴ
鉄のヘイホーを飲み込むことで入手できる鉄製の大きなタマゴ。水中を進むことができるが、メガタマゴ同様ジャンプ性能が落ちる。重いので投げると地面を転がってゆく。ぶつかった敵はスターへと変化する。
スター
ハテナ雲やチューリップ、赤のタマゴを敵にぶつけると出てくる。取るとスターのお守りの数が増える。最大量は30で、赤いコイン、スペシャルフラワー同様集めるべきミッションのひとつでもある。また、前作までと違い中間リングからリスタートすると中間リングをくぐる以前のカウントはなくなりカウント10からのリスタートとなる。
ヨッシーコイン
ステージのいたる所に出現する他、タマゴや黄色いタマゴをぶつけても出現する。100枚集めると残機が1UPする。
赤いコイン
コインの中に紛れており各ステージに20枚ずつ配置されている。スターのお守りとスペシャルフラワーと同様集めるべきミッションのひとつである。前作までと違い1枚のコインとして数えられる他、20枚回収してクリアし再チャレンジすると赤コインのあった場所にはコイン5枚が配置されるようになった。(クリア後はそれを取得することでチャレンジに反映される。)
スペシャルフラワー
スター、赤いコイン同様各ステージに5つずつ配置されているミッションのひとつ。ゴールリングのルーレットにとった数が反映されている。前作と異なり5個集めても1UPしない他ルーレットでフラワーの所に止まるとミニゲームではなくタマゴメダルがもらえるようになった。
タマゴメダル
ゴールリングのルーレットでフラワーの位置に止まると、集めたフラワーの数だけもらえるようになったメダル。10枚集めるごとに残機がアップし30枚貯めると乗り物ミニゲームが遊べるようになる。
スイカ
ヨッシーアイランド以来の登場。
緑のスイカ
スイカの種を飛ばす。ウッキーが持っている食べかけのものもある。
赤のスイカ
食べると一定回数炎を吐くことができる。
青のスイカ
食べると一定回数氷を吹くことができる。
眼鏡鏡
一定時間ヨッシーの周りを見ることができる。何度でも使用できる。
ヨッシースター
無敵となり、壁と天井を走ることができるようになる。赤いスターを取ると空を飛び、障害物を破壊しながら突撃できる。
ハネ
同じコースで何回もミスすると登場。ジャンプボタンを押し続けるとずっと空を飛べる。ハネが出てから更に何度もミスすると金のハネが登場し、取るとさらに無敵状態が付与される。

## 変身
特定のコースにある変身ドアに入ると、一定時間変身できる。本作ではモグラタンクが削除され、新たにききゅう、トロッコ、さくがんき、そりが追加された。いずれも3DS本体を傾けて操作する。制限時間内にゴールしないと、入り口まで戻されるが、シャボン玉に入った時計を取ると時間を延ばすことができる。
ヘリコプター
SFC版と違って速度は遅く、後戻りできない。
せんすいかん
SFC版とは違って後戻りはできない。
ききゅう
気球。敵、障害物を避けながら上空へと進む。
トロッコ
Aボタンでジャンプできる。後戻り可能。
さくがんき
削岩機。Aボタンで岩を壊せる。
そり
雪のステージに搭乗。Aボタンでジャンプできる。トロッコと違って後戻りできない。